# Monopeltis guentheri
Monopeltis guentheri är en ödleart som beskrevs av  George Albert Boulenger 1885. Monopeltis guentheri ingår i släktet Monopeltis och familjen Amphisbaenidae. IUCN kategoriserar arten globalt som otillräckligt studerad. Inga underarter finns listade i Catalogue of Life.